# Kim Kold
Kim Kold (Copenaghen, 5 agosto 1965) è un attore, ex calciatore ed ex culturista danese.

## Carriera da bodybuilder
Kim Kold ha giocato circa 150 partite di calcio come portiere, quando a 27 anni ebbe un infortunio e smise la sua carriera calcistica. 
Per una riabilitazione Kim Kold venne mandato in palestra dove si appassionò al bodybuilding, così inizio a competere nel 1997. Nel 2006 vinse il Campionato Nazionale di Bodybuilding Danese.

## Carriera cinematografica
Kim iniziò ad appassionarsi anche alla cinematografia. Fu convinto dal suo amico, il regista Mads Matthiesen, a interpretare il ruolo di protagonista nel cortometraggio Dennis (2007) diretto dallo stesso Matthiesen. Il film non è stato pubblicizzato, ma ben presto divenne un fenomeno virale e Kold si fece un nome come attore dilettante. Kold riprese il ruolo di Dennis quando Matthiesen girò Teddy Bear (2012), il lungometraggio adattamento di Dennis. L'ultima apparizione è in Fast & Furious 6 (2013), il suo primo film a Hollywood.

## Altre iniziative
Kold lavorò come fabbro in Danimarca per diversi anni durante la sua carriera di bodybuilding. 

Egli possiede una propria attività di sicurezza a Puerto Banus.

## Filmografia

### Cinema
- Blå mænd, regia di Rasmus Heide (2008)
- Deliver Us from Evil (Fri os fra det onde), regia di Ole Bornedal (2009)
- 10 Timer til Paradis, regia di Mads Matthiesen (2012)
- Fast & Furious 6 (Furious 6), regia di Justin Lin (2013)
- 6 Underground, regia di Michael Bay (2019)

### Televisione
- The Killing (Forbrydelsen) - serie TV, episodio 2x5 (2009)

## Doppiatori italiani
- Saverio Indrio in Fast & Furious 6